# Schets van een landschap
Schets van een landschap is een schilderij van Theo van Doesburg in het Centraal Museum in Utrecht.

## Voorstelling
Het is een olieverfschets van een polderlandschap, waarschijnlijk in de omgeving van Amsterdam, waar Van Doesburg tot 1914 woonde.

## Datering
De schets is niet gesigneerd of gedateerd. De datering ‘1909’ op de achterkant schijnt later door Nelly van Doesburg aangebracht te zijn. Het werk is wat compositie en kleurgebruik betreft verwant aan Landschap met molen en kerk (1900) en Landschap met hooikar, kerktorens en molen (1901) en is waarschijnlijk in dezelfde tijd ontstaan.

## Herkomst
Na Van Doesburgs dood in 1931 kwam het werk in bezit van zijn vrouw Nelly van Doesburg, die het in 1975 aan haar nicht Wies van Moorsel naliet. Van Moorsel schonk het in 1981 aan de Dienst Verspreide Rijkscollecties (nu Rijksdienst voor het Cultureel Erfgoed), die het in 1999 in blijvend bruikleen gaf aan het Centraal Museum.